# Faramea morilloi
Faramea morilloi är en måreväxtart som beskrevs av Julian Alfred Steyermark. Faramea morilloi ingår i släktet Faramea och familjen måreväxter. Inga underarter finns listade i Catalogue of Life.